# جورج غاردينر
جورج غاردينر (27 نوفمبر 1914 - 17 أكتوبر 1989) (بالإنجليزية: George Gardiner)‏ هو لاعب كريكت أسترالي.

## وصلات خارجية
- جورج غاردينر على موقع إي آس بي آن كريك إنفو (الإنجليزية)